# Pura (Tarlac)
Pura (Bayan ng Pura - Municipality of Pura) es un municipio filipino de quinta categoría, situado en la parte central de la isla de Luzón. Forma parte del Primer Distrito Electoral de la provincia de Tarlac situada en la Región Administrativa de Luzón Central, también denominada Región III.

## Geografía
Municipio situado el nordeste de la provincia, limítrofe con la de Nueva Écija. Su término linda al norte con el municipio de Ramos; al sur con el de Victoria; al este con la mencionada provincia de Nueva Écija, municipio de San Juan de Guimba; y al este con el de Gerona.

### Barangays
El municipio  de Pura se divide, a los efectos administrativos, en 16 barangayes o barrios, conforme a la siguiente relación:
| - Balite - Buenavista - Cadanglaán - Estepona | - Linao - Maasin - Matindeg - Maungib | - Naya - Nilasin 1º - Nilasin 2º - Población 1º | - Población 2º - Población 3º - Poroc - Singat |  |

## Historia

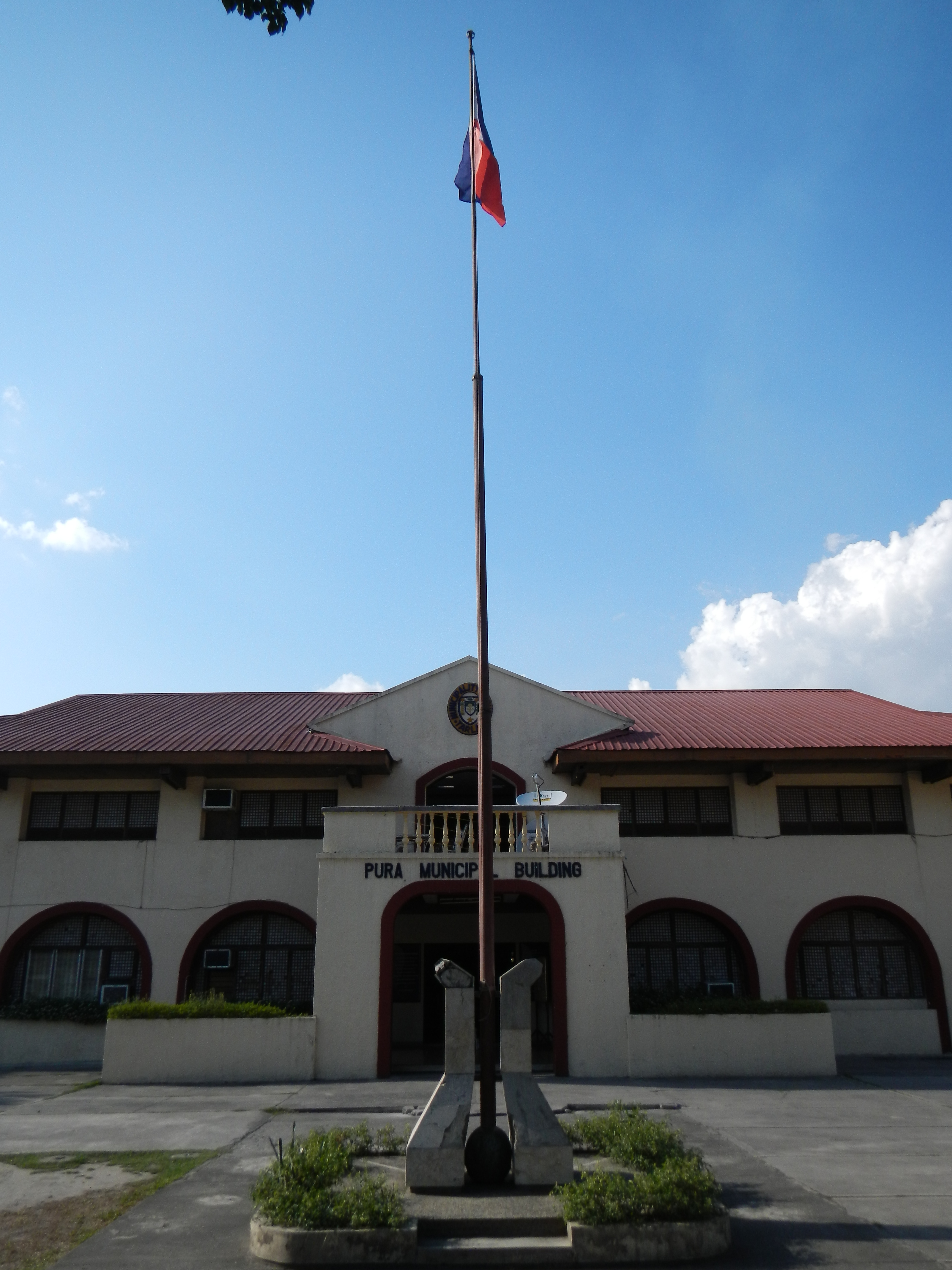
Casas Consistoriales.

Durante el régimen español  emigrantes de Ilocos se  desplazaron hacia el sur en busca de tierras cultivables procediendo al desboce de una territorio boscoso.
A causa de parentesco, se consideraban Ilocanos puros los pobladores del lugar, por lo que llamaron al lugar pura.
Otros piensan que el nombre del lugar se atribuye al término obsoleto Ilocano purak, manglares que prosperaron en la gran cuenca del río Chico.
Pura era un barrio de Gerona denominado Barrio de Villa que se indepnediza el año 1877 gracias a la iniciativa y los esfuerzos de Pedro Graneta.

## Patrimonio

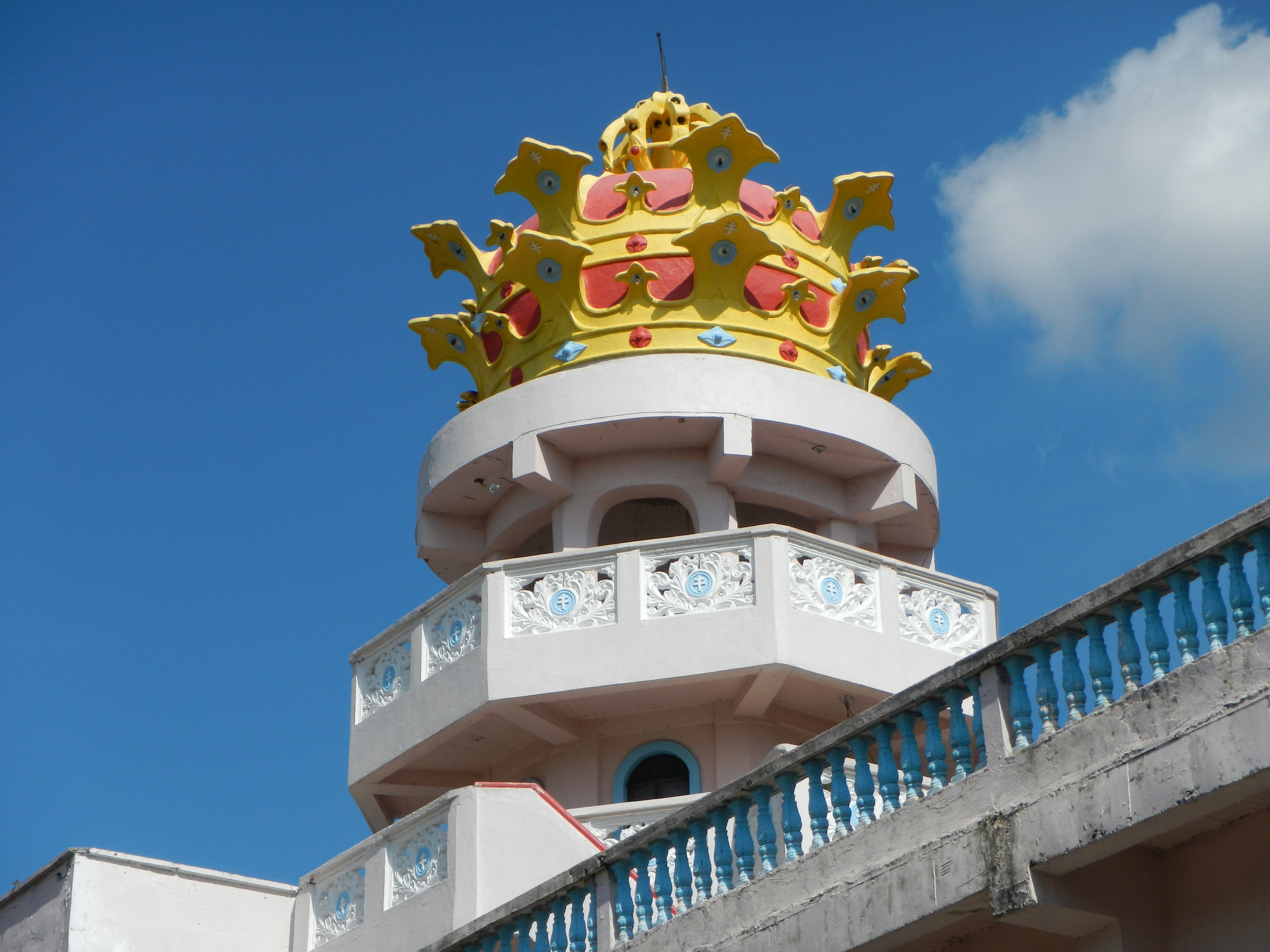
Crusaders of the Divine Church of Christ